# المكتب الوطني المغربي للسياحة (المغرب)
المكتب الوطني المغربي للسياحة (يُسمي إختصاراً بـ ONMT) هو مؤسسة عمومية في المغرب، وهو ذات صبغة صناعية وتجارية، ويتمتع المكتب بالشخصية المعنوية والاستقلال المالي ويقع تحت الوصاية الإدارية لوزارة السياحة والصناعة التقليدية والنقل الجوي والاقتصاد الاجتماعي.
2024 : خط جوي مباشر يربط نيويورك بمراكش
أعلن المكتب الوطني للسياحة، يوم الخميس 07 مارس عن انضمامه إلى شركة الطيران الأمريكية يونايتد إيرلاينز، ما يؤكد موقعه الاستراتيجي في السوق الأمريكية.
ويتعلق هذا الاتفاق الاستراتيجي بين المكتب الوطني للنقل الجوي ويونايتد إيرلاينز، بإطلاق خط جوي مباشر يربط نيويورك بمراكش.
وقال المكتب إن هذا الإعلان التاريخي، عن أول اتصال مباشر لشركة طيران أمريكية بالمغرب وشمال إفريقيا، يأتي تتويجا للحملة الترويجية بالسوق الأمريكية.
ومن المقرر اعتبارا من أكتوبر القادم ، تشغيل مسار نيويورك - مراكش بواسطة طائرة بوينغ 767-300 التي تتسع لـ 167 مقعدا، ومجهزة بمقصورات فاخرة، مع ثلاث رحلات أسبوعية، أيام الثلاثاء والخميس والسبت.

## المهام والاختصاصات
يهدف المكتب الوطني المغربي للسياحة إلى إنعاش السياحة المغربية. ومن مهامه:
- وضع وتنفيذ برامج الإشهار لصالح السياحة المغربية وطبع ونشر وسائل الإشهار مثل الصور الفوتوغرافية والأفلام والكتيبات
- إحداث مراكز للاستقبال بالمغرب وتدبير شؤونها
- تنظيم الأسفار والاستقبالات والمهرجانات من أجل الإشهار السياحي
- القيام بإنجاز وتهيئة وتسيير جميع التجهيزات التي تساهم في تنمية السياحة ولاسيما في ميادين الإيواء والإطعام والتنشيط والنقل
- منح إعانات مالية إلى الجمعيات أو المؤسسات التي تقوم بنشاط سياحي يكتسي مصلحة وطنية
- القيام بمساهمات مالية في المؤسسات أو الشركات التي لها علاقة بالنشاط السياحي.

## الاستراتيجية الوطنية لقطاع السياحة برسم الفترة 2023-2026
يسعى المغرب، من خلال اعتماد خارطة طريق جديدة لقطاع السياحة، إلى تطوير القطاع وإعادة موضعته كقطاع أساسي في الاقتصاد الوطني. وحقق المغرب خلال السنة الماضية انتعاشة سياحية باستقبال 11 مليون سائح، وذلك بعد التخلص من القيود التي تم فرضها سابقا لمواجهة تفشي جائحة كورونا.

## الأهداف والإجراءات
هذه الاستراتيجية الجديدة (2023-2026)، التي رصدت لها ميزانية تقدر بـ6.1 مليار درهم (حوالي 580 دولار)، تهدف إلى:
جذب أكثر من 17.5 مليون سائح بحلول عام 2026.
تحقيق 120 مليار درهم (نحو 11.5 مليار دولار) من المداخيل بالعملة الصعبة.
خلق 80 ألف فرصة عمل مباشرة، و120 ألف فرصة عمل غير مباشرة.

## وصلات خارجية
- الموقع الرسمي للمكتب الوطني المغربي للسياحة